# 2. verdenskrig på Færøerne
Da Danmark blev besat d. 9. april 1940 skulle folk på Færøerne tage stilling. Det lykkedes den britiske konsul, Frederick Mason, at overbevise både de danske og de færøiske myndigheder, at øerne skulle erklære sig selvstændige fra Danmark. Banksedler og frimærker skulle overstemples, og det færøiske flag blev anvendt på alle skibe. På dette grundlag, kunne øerne bede om hjælpe fra Storbritannien og den 12. april 1940, ankom to britiske destroyere til Tórshavn. Hermed begyndte en fredelig form for besættelse, hvor færingerne  frivilligt modtog de britiske soldater.
Storbritannien overtog de områder, hvor Danmark før havde ydet støtte, og øerne blev nu afhængige af Storbritannien i betydelig grad, der begyndte at deltage i fiskeproduktionen og forsynede øerne med vigtige varer osv. 
Briterne befæstede stillinger på strategisk vigtige steder. Sunde og fjorde blev mineret, og på Vágar byggede britiske ingeniørsoldater en militær flyvebase. Op mod 8.000 britiske soldater var stationeret på Færøerne, der dengang havde 30.000 indbyggere.
Da forbindelsen til Danmark blev afskåret, blev styreformen et samarbejde imellem den danske amtmand, den britiske konsul og partierne Sambandsflokkurin, Javnaðarflokkurin og Selvstyrepartiet. Fólkaflokkurin valgte at stå udenfor, da partiet ikke kunne anerkende amtmandens fortsatte virke. 
Ved valget til Lagtinget i 1943 havde Fólkaflokkurin stor fremgang, men ikke nok til at kunne gennemføre deres forslag om selvstyre. Englændernes holdning var, at de ikke kunne acceptere en ændring af øernes forhold, før Danmark var frit igen.
Færøerne blev flere gange angrebet af tyske fly, men med minimale skader. Til gengæld led de færøske skibe store tab. 25 skibe gik tabt, og 132 søfolk omkom, svarende til ca. 0,4% af den daværende færøske befolkning.

## Danmark afskæres fra Færøerne
Den 9. april 1940 mærkede man på Færøerne ikke så meget til krigen, bortset fra at telegrafforbindelsen med Danmark blev afbrudt, og 3.000 landsmænd strandede i Danmark. Den 10. april sagde den danske amtmand Carl Aage Hilbert på Tórshavns radio, at Færøerne ikke havde kapituleret, og at han med tilladelse fra Lagtinget ville danne en færøsk regering.
På sin vej til Aberdeen blev sluppen Eysturoy under kaptajn Hans Mikkelsen samme dag stoppet af et engelsk krigsskib ved Orkneyøerne. Det krævede, at Dannebrog skulle stryges, og spurgte Mikkelsen, om han intet andet flag havde. Det skulle de ikke sige to gange til ham – han hejste Merkið i stedet og kunne fortsætte sin tur. Eysturoy nåede Aberdeen havn, hvor der lå mange færøske slupper, og da besætningerne så Færøernes flag (som betragtedes som "oprørsflag"), hejste alle færøske skibe i havnen ligeledes Merkið i stedet for Dannebrog. Desuden udskiftede man de store skrifttyper DANMARK med FØROYAR – FAROES på skibssiderne.
Den 11. april sagde Winston Churchill på BBC, at englænderne var ved at besætte Færøerne, og at færingerne havde signaleret, at de var hjerteligt velkomne. Den 12. april kom de første engelske krigsskibe til Tórshavn og opfordrede Hilbert til at skabe alle forudsætninger for landgang af marineinfanteriet i Skálafjørður på Eysturoy, mens hovedkvarteret skulle være Skansin i Tórshavn. Den 13. april kom de første soldater, og allerede den 14. april kunne de flytte til Skálafjørður.
Den 21. april kom de første skibe tilbage fra Aberdeen – med det færøske flag, som stadig var forbudt. Hilbert forsøgte at gennemføre, at det skulle ersattes med et grønt signalflag, men det førte blot til en stor demonstration i Tórshavn. Den 25. april berettede BBC, at Merkið var godkendt af Storbritannien, og måtte føres til søs. Denne dag har siden været en arbejdsfri helligdag på Færøerne, og folk mindes stadig englændernes beslutning med taknemmelighed.
Dette var til gengæld den eneste sag under hele krigen, hvor englænderne blandede sig i færøske forhold, og det var lidt tilfældigt, eftersom den indenrigspolitiske strid på Færøerne om flaget var ukendt i England. Færøerne kan dog også takke englænderne for bl.a. Vágar Lufthavn, og for en stor økonomisk vækst, da Færøerne blev leverandør af ca. 20% af hele Storbritanniens fiskekonsum under krigen. Disse leverancer takker englænderne også i dag de små Færøer for.
Det var ikke blot fangsten fra Færøernes eget fiskeri, men også fisk fra Island, som færingerne transporterede til og afsatte i Aberdeen. De islandske fiskere nægtede nemlig at sejle uden beskyttelse fra luften, men Royal Air Force havde ikke nok fly til en sådan opgave, så i stedet overtog færingerne transporten. Men det kostede ofre ved forlis efter påsejling af miner, angreb fra tyske undervandsbåde eller ved luftangreb. Heldigvis forblev der relativt fredeligt på landjorden.
Politisk set var krigstiden en yderst interessant periode i Færøernes historie, fordi der for første gang siden vikingetiden var en selvstændig regering, som trykte egne pengesedler i London osv. Efter befrielsen af Danmark fejrede man den 5. maj 1945 overalt på Færøerne med takkegudstjeneste, og Lagtinget telegraferede til Christian 10. og udtrykte sin loyalitet. Den 7. maj var telegrafforbindelsen med Danmark fuldstændig genoprettet, og nu takkede kongen til gengæld færingerne for deres selvregering og telegraferede samtidig, at Færøerne nu skulle beholde selvstyret.
Fra Sømanden Zacharias Müllers erindringer 2003:

"I 1940 tog jeg med en slup fra Vágur ved navn “Aldan”, et sejlskib med hjælpemotor. Vi tog fisk ind i Vágur, som vi sejlede til Aberdeen. Vi havde en 5-6 ture, og vi tjente en masse penge. Én af gangene, hvor vi skulle fra Vágur til Aberdeen, var vi to her fra Porkeri, Johan Christiansen og jeg, hyret som bedstemænd. Inden vi skulle sejle fra Vágur, tog Johan og jeg til Porkeri for at tage afsked med familien. Lige syd for bygden siger Johan pludselig: "Jeg tager ikke med". "Hvad siger du!", sagde jeg, "Skibet ligger fuldt af fisk og er klar til at sejle, og så mangler de en styrmand!" "Nej, jeg tager ikke med!", siger han. Jeg kommer hjem til min kone og fortæller hende, at Johan ikke tager med. Hun siger: "Så tager du heller ikke med!" Hun var med barn. Jeg ville alligevel med, men hun var standhaftig og holdt på, at jeg ikke skulle tage med – jeg adlød til sidst. En svoger til skipperen tog med i stedet for. "Aldan" kom aldrig tilbage. Det var det første færøske skib, der gik til. De sejlede fra Vágur og kom aldrig hjem igen. Der gik rygter om, at tyskerne havde taget den og bugseret den til Norge, men det var kun gætterier. Den blev sikkert minesprængt, den gik ned med mand og mus.
Ved forliset af sluppen Aldan døde i juli 1940 de første seks søfolk på grund af krigen. Det største enkelte tab skete, da trawleren Nýggjaberg fra Miðvágur, den 28. marts 1942 sporløst forsvandt ud for Island med sin 21 mands besætning, formodentlig ved et tysk ubådsangreb".
- Rester af en britisk barak ved Vágar Lufthavn på Vágar
- Britisk  bunker ved Akraberg på Suðuroy
- Mindesmærke for de 132 omkomne færøske søfolk og fiskere, opstillet i Viðarlundin, Tórshavns bypark